# Zeitungsgruppe Rhein-Neckar
Die Zeitungsgruppe Rhein-Neckar (ZRN) mit Sitz in Mannheim ist ein Verbund von Zeitungsunternehmen, deren diverse Blätter in der Metropolregion Rhein-Neckar erscheinen. Die Zeitungen kooperieren im Anzeigengeschäft und teilweise auch im redaktionellen Bereich (hier wird jeweils der Mantelteil vom Mannheimer Morgen bezogen).
Zum Redaktionsverbund der ZRN zählen neben dem Mannheimer Morgen (Mannheimer Morgen Großdruckerei und Verlag GmbH) insbesondere die Rhein-Neckar-Zeitung, sowie die Schwetzinger Zeitung/Hockenheimer Tageszeitung, Weinheimer Nachrichten/Odenwälder Zeitung (DiesbachMedien GmbH) und Fränkische Nachrichten, im Anzeigenbereich außerdem der Bergsträßer Anzeiger (Hessen) und die Speyerer Tagespost (Rheinland-Pfalz).
Zusammen erreichen die Titel folgende IVW-geprüfte verkaufte Auflage: Samstag 277.973, Montag bis Freitag 250.210, Montag bis Samstag 255.015 (Stand 4. Quartal/2007). Die von der Zeitungs Marketing Gesellschaft vergebene ZIS-Nummer der ZRN ist 100219.
Zusammen mit der Rheinpfalz bildet der Anzeigenverbund der ZRN die sogenannte Zeitungskombi Rhein-Neckar-Pfalz.